# Kupellonura racovitzai
Kupellonura racovitzai är en kräftdjursart som beskrevs av George och Negoescu 1985. Kupellonura racovitzai ingår i släktet Kupellonura och familjen Hyssuridae. Inga underarter finns listade i Catalogue of Life.